# Mayview
Mayview – miasto w Stanach Zjednoczonych, w stanie Missouri, w hrabstwie Lafayette.